# Robin B. Foster
Robin B. Foster est un botaniste américain, spécialiste des forêts tropicales. Il est co-initiateur du « projet sur la dynamique des forêts tropicales ».

## Biographie
Robin Foster est diplômé du Dartmouth College en 1966, où il obtient un baccalauréat ès sciences en biologie, et poursuit ses études par l'obtention d'un doctorat en botanique et écologie végétale en 1974 à l'Université Duke, sous la direction de l'écologue Dwight Billings,.
En 1979, alors à l'Université de Chicago, ses travaux sur l'île Barro Colorado avec Stephen P. Hubbell contribuent au développement de la première parcelle pour l'étude de la dynamique des forêts tropicales, conduisant à un réseau mondial de 18 parcelles de ce type. Le plan "audacieux" consiste alors à cartographier et mesurer périodiquement chaque arbre dans un rayon de 50 hectares. En tant que spécialiste de l'écologie végétale à Conservation International, il participe à des études visant à éclairer les décisions urgentes en matière de conservation dans le cadre du premier « Programme d'évaluation rapide »,. Au cours de ses nombreux travaux de terrain au Pérou, il contracte le paludisme et l'hépatite.
Il enseigne la biologie à l'Université de Chicago et est aussi biologiste au Smithsonian Tropical Research Institute. Au Field Museum, il fonde le projet Live Photos of Plants et la Rapid Reference Collection,. En 2013, il est élu membre honoraire de l'Association pour la biologie tropicale et la conservation (ATBC).

## Publications
- Hubbell, S. P., R. B. Foster, and S. T. O’Brien., « Light-Gap Disturbances, Recruitment Limitation, and Tree Diversity in a Neotropical Forest », Science, vol. 283, no 5401,‎ 1999, p. 554–557 (PMID 9915706, DOI 10.1126/science.283.5401.554)
- Foster, « The seasonal rhythm of fruitfall on Barro Colorado Island », The Ecology of a Tropical Forest-seasonal Rhythms and Long-term Changes, Smithsonian Institution Press,‎ 1982, p. 151–172
- Theodore A. Parker III, The Tambopata-Candamo Reserved Zone of Southeastern Perú: A Biological Assessment, Washington, DC, Conservation International, 1994 (lire en ligne), p. 2